# Kaple svatého Jana (Prats de Rei)
Kaple svatého Jana je církevní stavba na raval de Sant Joan č 32 na území obce Els Prats de Rei v katalánské provincii Barcelona. Je to kaple z 18. století zahrnutá do soupisu architektonického dědictví Katalánska (IPA-5957).Byla postavena na místě špitálu pro poutníky. Malá kaple, postavená na obdélníkové základně, má kamenné zdi a malou zvonici, která korunuje fasádu. Interiér má valenou klenbu a fasáda prošla rekonstrukcí v roce 1884.